# Макларън MP4/11
Макларън MP4-11 е болид от Формула 1 с който отборът на Макларън участва за сезон 1996. Пилотиран е от Мика Хакинен, който е в 3-ти пълен сезон с отбора и Дейвид Култард, който премина от Уилямс.
Макларън имаше разочороващ сезон като нито един от пилотите не спечели нито едно състезание, но още по-разочороващо е проблемите с управлението на болида и други проблеми в своята втора година с Мерцедес-Бенц. За разлика от първата година с немския производител на двигатели болидът показа по-добро представяне макар че отборът не е в състояние да се противопостави с „Големите Три“ на Уилямс, Ферари и Бенетон.
Най-доброто постижение на този болид идва от 2-рата позиция на Дейвид Култард по време на ГП на Монако през 1996, финиширайки близо до победителя Оливие Панис с Лижие. Шотландецът често бива победен от по-опитния си финландски съотборник.
Колата бе развита през сезона с подобрения посветени на премахването на проблеми причинени от управлението на болида навреме за Култард да поведе първите 19 обиколки по време на ГП на Сан Марино. „B“ версията дебютира на Силвърстоун като Хакинен постига четири подиума до края на сезона.
1996 също ще бъде запомнено за Макларън със загубата на гиганстката цигарена компания Марлборо ставайки спонсор на Ферари от следващата година. Британския отбор отговори с подписването с друга цирагена компания Уест.
Отборът финишира на четвърта позиция при конструкторите с 49 точки.

## Резултати от Формула 1
| Година | Отбор   | Двигател     | Гуми | Пилоти         | 1   | 2   | 3   | 4   | 5   | 6   | 7   | 8   | 9   | 10  | 11  | 12  | 13  | 14  | 15  | 16  | Точки | WCC  |
| ------ | ------- | ------------ | ---- | -------------- | --- | --- | --- | --- | --- | --- | --- | --- | --- | --- | --- | --- | --- | --- | --- | --- | ----- | ---- |
| 1996   | McLaren | Mercedes V10 | Г    |                | AUS | BRA | ARG | EUR | SMR | MON | ESP | CAN | FRA | GBR | GER | HUN | BEL | ITA | POR | JPN | 49    | 4-ти |
| 1996   | McLaren | Mercedes V10 | Г    | Мика Хакинен   | 5   | 4   | Ret | 8   | 8   | 6   | 5   | 5   | 5   | 3   | Ret | 4   | 3   | 3   | Ret | 3   | 49    | 4-ти |
| 1996   | McLaren | Mercedes V10 | Г    | Дейвид Култард | Ret | Ret | 7   | 3   | Ret | 2   | Ret | 4   | 6   | 5   | 5   | Ret | Ret | Ret | 13  | 8   | 49    | 4-ти |